# Огденсбург (Вісконсин)
Огденсбург (англ. Ogdensburg) — селище (англ. village) в США, в окрузі Вопака штату Вісконсин. Населення — 188 осіб (2020).

## Географія
Огденсбург розташований за координатами 44°27′26″ пн. ш. 89°1′28″ зх. д. / 44.45722° пн. ш. 89.02444° зх. д. (44.457196, -89.024363).  За даними Бюро перепису населення США в 2010 році селище мало площу 2,62 км², з яких 2,48 км² — суходіл та 0,14 км² — водойми.

## Демографія
Згідно з переписом 2010 року, у селищі мешкало 185 осіб у 82 домогосподарствах у складі 57 родин. Густота населення становила 71 особа/км².  Було 98 помешкань (37/км²).
Расовий склад населення:
| - 96,2 % — білих - 1,6 % — азіатів - 1,1 % — корінних американців |

До двох чи більше рас належало 1,1 %. Частка іспаномовних становила 0,0 % від усіх жителів.
За віковим діапазоном населення розподілялося таким чином: 18,4 % — особи молодші 18 років, 64,3 % — особи у віці 18—64 років, 17,3 % — особи у віці 65 років та старші. Медіана віку мешканця становила 44,8 року. На 100 осіб жіночої статі у селищі припадало 112,6 чоловіків;  на 100 жінок у віці від 18 років та старших — 109,7 чоловіків також старших 18 років.
Середній дохід на одне домашнє господарство  становив 51 965 доларів США (медіана — 49 375), а середній дохід на одну сім'ю — 60 412 долари (медіана — 60 250). Медіана доходів становила 47 500 доларів для чоловіків та 40 000 доларів для жінок. За межею бідності перебувало 15,5 % осіб, у тому числі 10,4 % дітей у віці до 18 років та 4,3 % осіб у віці 65 років та старших.
Цивільне працевлаштоване населення становило 102 особи. Основні галузі зайнятості: виробництво — 33,3 %, освіта, охорона здоров'я та соціальна допомога — 14,7 %, мистецтво, розваги та відпочинок — 11,8 %, роздрібна торгівля — 9,8 %.